# Geijera
Geijera es un género con trece especies de plantas  perteneciente a la familia Rutaceae. Son pequeños árboles nativos de Australia, Nueva Guinea y Nueva Caledonia.

## Especies seleccionadas
- Geijera balansae
- Geijera cauliflora
- Geijera deplanchei
- Geijera floribunda
- Geijera helmsiae
- Geijera lateriflora
- Geijera parviflora
- Geijera salicifolia